# Triatoma rubrofasciata
Triatoma rubrofasciata är en insektsart som först beskrevs av den svenske entomologen Charles De Geer 1773.  Triatoma rubrofasciata ingår i släktet Triatoma och familjen rovskinnbaggar. Inga underarter finns listade i Catalogue of Life.